# Nyssodrysternum fasciatum
Nyssodrysternum fasciatum es una especie de escarabajo longicornio del género Nyssodrysternum, tribu Acanthocinini, subfamilia Lamiinae. Fue descrita científicamente por Gilmour en 1960.

## Descripción
Mide 8,2-9,1 milímetros de longitud.

## Distribución
Se distribuye por Brasil.